# Thérèse-Lucy de Rothe
Thérèse-Lucy de Rothe (1751 - septembre 1782), est une comtesse française, dame du palais de Marie-Antoinette d'Autriche de 1780 à 1782. Elle fait partie du cercle des amis de la reine et est connue comme étant l'une de ses préférées.

## Biographie
Elle est la nièce maternelle de l'archevêque de Narbonne, Arthur Richard Dillon, et épouse en 1768 son cousin le comte Arthur Dillon, avec qui elle a une fille en 1770, Henriette-Lucy, marquise de La Tour du Pin.
La comtesse de Dillon est décrite comme étant d'une grande beauté et devient rapidement l'une des compagnes préférées de Marie-Antoinette. Pour la garder près d'elle, la reine la nomme dame du palais surnuméraire en 1780, ce qui crée une grande jalousie à la cour, et pendant un certain temps, elle aurait été toujours en présence de la reine. Comme la princesse de Lamballe, considérée comme affiliée au Palais Royal, Térèse-Lucy de Rothe est vue comme un pion de son oncle l'archevêque de Narbonne, dont elle dépend économiquement.
Elle entretient une relation avec Henri-Louis-Marie de Rohan, prince de Guéméné et est également amie avec l'épouse de son amant, Victoire de Rohan-Soubise, qui est elle-même une amie personnelle de la reine, et l'abbé de Vermond aurait reproché à Marie-Antoinette d'être vu en compagnie de femmes de mauvaise réputation comme la comtesse de Dillon et la princesse de Guéméné.
La comtesse de Dillon est atteinte de la tuberculose, ce qui cause sa mort en 1782. La reine lui aurait donné l'argent nécessaire pour qu'elle pouvait voyager à prendre les eaux curatives de Spa. Pendant sa maladie, la reine lui aurait rendu visite et aurait demandé quotidiennement des nouvelles de son amie, et aurait été dévastée à sa mort. Cependant, un jour seulement après sa mort, Marie-Antoinette s'est apparemment remise de son chagrin et exprime le souhait d'aller au théâtre. Louise-Charlotte de Noailles, envoyée pour la déconseiller parce qu'elle est prétendument la dame d'honneur que la reine respectait le plus, lui a dit qu'il valait mieux qu'elle visite l'Opéra, car le chemin du théâtre passant près du Saint-Sulpice, elle risquerait de croiser le cortège funèbre de madame de Dillon. Cette histoire fut largement répandue et a contribué à la mauvaise réputation croissante de Marie-Antoinette, qui fut critiquée pour n'avoir pas pleuré le décès d'une amie proche plus d'une journée.